# کردهای کانادا
کردهای کانادا جمعیت کرد تبار مهاجر یا متولد کانادا هستند.
طبق سرشماری سال ۲۰۱۱ میلادی، جمعیت کردهای کانادا ۱۱٬۶۸۵ نفر می‌باشد.
جامعه کردها در کانادا بر اساس سرشماری سال ۲۰۱۶ کانادا ۱۶٬۳۱۵ نفر است که از این میان کردهای عراق بزرگترین گروه کردها در کانادا را تشکیل می‌دهند و بیشتر از تعداد کردهای ترکیه، ایران و سوریه است.
در کانادا، مهاجرت کردها عمدتاً نتیجه جنگ ایران و عراق، جنگ خلیج فارس و جنگ داخلی سوریه بود. بنابراین، بسیاری از کردهای عراق به دلیل جنگ مداوم و سرکوب کردها و شیعیان توسط دولت عراق به کانادا مهاجرت کردند. بسیاری از کردها در دهه ۱۹۸۰ و ۱۹۹۰ وارد کانادا شدند که اکثر آنها پناهجویانی بودند که توسط دولت کانادا اسکان داده شدند. با این حال، تعداد کمتری از آنها نیز در دهه ۱۹۶۰ و ۱۹۷۰ به کانادا مهاجرت کردند.
مانند همه کانادایی‌هایی که اهل غرب آسیا هستند، کردهای کانادا نیز بدون توجه به ظاهرشان از نظر قانونی به‌عنوان اقلیت قابل مشاهده تعریف می‌شوند.

## سرشماری سال ۲۰۱۱
| استان‌ها و قلمروها | کردی به‌عنوان زبان مادری |
| ----------------- | ----------------------- |
| انتاریو           | ۶٬۸۳۰                   |
| آلبرتا            | ۱٬۴۶۵                   |
| بریتیش کلمبیا     | ۱٬۴۳۵                   |
| استان کبک         | ۱٬۴۱۵                   |
| مانیتوبا          | ۲۶۰                     |
| ساسکاچوان         | ۱۱۰                     |
| نوا اسکوشیا       | ۵۵                      |
| نیوبرانزویک       | ۴۰                      |
| جزیره پرنس ادوارد | ۳۰                      |

## سرشماری سال ۲۰۱۶
| استان یا قلمرو        | تعداد گویش‌وران زبان کردی |
| --------------------- | ------------------------ |
| انتاریو               | ۷٬۰۹۵                    |
| بریتیش کلمبیا         | ۱٬۹۱۵                    |
| آلبرتا                | ۱٬۶۸۰                    |
| استان کبک             | ۱٬۰۴۰                    |
| مانیتوبا              | ۴۴۰                      |
| ساسکاچوان             | ۱۵۵                      |
| نوا اسکوشیا           | ۱۲۵                      |
| نیوبرانزویک           | ۵۵                       |
| نیوفاندلند و لابرادور | ۱۰                       |
| نوناووت               | ۵                        |
| نورت‌وست تریتوریز      | –                        |
| جزیره پرنس ادوارد     | –                        |
| یوکان                 | –                        |